# Pseudochaeta
Pseudochaeta – rodzaj muchówek z rodziny rączycowatych (Tachinidae).

## Wybrane gatunki
- Podrodzaj Metopiops Townsend, 1912[1]
  - P. pyralidis Coquillett, 1897[1]
- Podrodzaj Phaenopsis Townsend, 1912[1]
  - P. venusta (Reinhard, 1946)[1]
  - P. arabella Townsend, 1912
- Podrodzaj Pseudochaeta Coquillett, 1895[1]
  - P. argentifrons Coquillett, 1895[1]
  - P. canadensis Brooks, 1945[1]
  - P. brooksi Sabrosky & Arnaud, 1963[1]
  - P. clurina Reinhard, 1946[1]
  - P. finalis Reinhard, 1946[1]
  - P. frontalis Reinhard, 1946[1]
  - P. marginalis Reinhard, 1946[1]
  - P. perdecora Reinhard, 1946[1]
  - P. robusta (Reinhard, 1924)[1]
  - P. siminina Reinhard, 1946[1]